# クライ・ベイビー・クライ
「クライ・ベイビー・クライ」（Cry Baby Cry）は、ビートルズの楽曲である。1968年に発売された9作目のイギリス盤公式オリジナル・アルバム『ザ・ビートルズ』に収録された。レノン＝マッカートニー名義となっているが、実質的にはジョン・レノンによって書かれた楽曲。歌詞は、おとぎの国の国王と女王の日常生活を描いた幻想的なものであるが、スタジオの不穏な空気に耐えかねたレコーディング・エンジニアのジェフ・エメリックが作業をボイコットするというトラブルが発生した。
曲のコーダには、「アイ・ウィル」のセッションでレコーディングされた即興演奏「キャン・ユー・テイク・ミー・バック?」（ポール・マッカートニー作）が付け加えられている。本項では、この楽曲についても触れる。

## 背景・曲の構成
1967年末にレノンは、「クライ・ベイビー・クライ」を書いた。レノンは伝記作家のハンター・デイヴィスに「ずっとピアノを弾いていた。歌詞は2〜3語ほどしかなくて、『Cry Baby Cry, Make Your Mother Buy（泣け赤ん坊よ、泣いてお母さんに買ってもらいなさい）』と書いてある広告を見て思いついたことを覚えてる。今はこのまま放っておこう。本気で欲しくなったら、戻って来るはず」と語っている。1968年5月にデモ音源のレコーディングのために、イーシャーにあるジョージ・ハリスンの自宅に集まった際には、既にメロディと歌詞が完成していた。同日にダブルトラッキングされたボーカルとアコースティック・ギターのみのデモ音源がレコーディングされた。
歌詞は、おとぎの国の国王と女王の日常生活を描いた幻想的なもので、マザー・グースの一編「6ペンスの唄」に影響されたものとされている。レノンは、幼少期にスコットランドで過ごした休暇を思い出しつつ、ファイフ州のカーコーディの公爵夫人を思い描いたとのこと。ヴァースはEマイナーから始まる。ベースはCから半音ずつ下降し、最終的にCメジャーのルート音に到達する。
1980年にレノンは本作について「ただのゴミ」と語っている。

## レコーディング
「クライ・ベイビー・クライ」のレコーディングは、EMIレコーディング・スタジオのスタジオ2で7月16日、18日、9月16日の3日にわたって行われ、これに先立って15日にリハーサルが行われた。リハーサルでは、トラック1にベース、トラック2にエレクトリック・ギターとオルガン、トラック3にドラムス、トラック4にボーカルが録音された。リハーサルで使用された4トラック・レコーダーが、翌日のセッションや3日後の「ヘルター・スケルター」のセッションで再利用されたため、リハーサル・テイクは消去されたものとされていたが、後に18分間のリハーサル・テイクが発見され、2018年に発売された『ザ・ビートルズ (ホワイト・アルバム) 〈スーパー・デラックス・エディション〉』のCD4にその一部が収録された。
7月16日のセッションで、「オルガンでは音がヘヴィすぎる」ということから、レノンの担当楽器がアコースティック・ギターに変更された。ハリスンは、エリック・クラプトンから借りたギブソン・レスポールを使用している。本作のレコーディングを皮切り、他の要素をレコーディングしながら最終的なボーカル・パートを付け加える代わりに、リード・ボーカルをベーシック・トラックの一環とするようになった。また、この日のセッションを最後に、1966年4月よりレコーディング・エンジニアとして携わっていたジェフ・エメリックが、1969年7月までミキシング卓から離れることとなった。
7月16日のセッションでレコーディングされたテイクから、テイク10がベストとされ、空きトラックを作るために別のレコーダーにリダクション・ミックスされた。
7月18日、冒頭のサビにマッカートニーがトラック3に録音されたジョージ・マーティンが弾くハーモニウムのメロディを歌うボーカルが加えられ、トラック3にはマッカートニーのピアノとお茶を入れるSEも加えられた。2番のヴァースには、オルガンで弾いたような高音が含まれているが、これはレノンとマッカートニーが吹いた口笛によるもの。2種類の口笛のうち、片方はEを吹き続け、もう片方は半音ずつCに下がるように吹いている。
9月16日のセッションで、音源を8トラック・レコーダーのトラック5からトラック8に移し替えて完成となった。

## キャン・ユー・テイク・ミー・バック?
「キャン・ユー・テイク・ミー・バック?」（Can You Take Me Back?）は、ポール・マッカートニーが即興で作った楽曲で、1968年9月16日に行われた「アイ・ウィル」のセッションで即興演奏された。この時にレコーディングされた2分21秒分の音源の内、後半の28秒分が抜き出されて、「クライ・ベイビー・クライ」と次曲「レボリューション9」の間に収録された。パッケージやオリジナルの歌詞カードにはタイトルや歌詞が掲載されておらず、当時は著作権登録もされていなかったため正式なタイトルは不明とされていた。
2006年にシルク・ドゥ・ソレイユのショーのサウンドトラック・アルバムとして発売された『LOVE』に、「カム・トゥゲザー」や「ディア・プルーデンス」とコラージュされた音源が収録された。
2018年に発売された『ザ・ビートルズ (ホワイト・アルバム) 〈スーパー・デラックス・エディション〉』のCD6にテイク1が収録された。なお、テイク1の途中では、レノンがマッカートニーに「ここにいて幸せかい、ハニー？ここで私たちと暮らしていて」という質問を投げている。これは1968年4月にサイモン&ガーファンクルが発表した「老人の会話」からの引用。

## 評価
2018年に『インデペンデント』誌のジェイコブ・ストルワーシーは、アルバム『ザ・ビートルズ』収録曲を対象としたランキングで、本作を19位に挙げた。本作について、ストルワーシーは「レノンはこの力作のために童謡『6ペンスの唄』の要素を解釈した。そこには、マッカートニーによる『キャン・ユー・テイク・ミー・バック?』という不気味な断片も含まれている」「目立たないが、イージーリスニングの化石」と評している。

## クレジット
※出典
クライ・ベイビー・クライ
- ジョン・レノン - リード・ボーカル、アコースティック・ギター、口笛
- ポール・マッカートニー - ベース、ギター、ピアノ、口笛
- ジョージ・ハリスン - エレクトリック・ギター
- リンゴ・スター - ドラム、タンバリン
- ジョージ・マーティン - ハーモニウム

キャン・ユー・テイク・ミー・バック?
- ポール・マッカートニー - リード・ボーカル、アコースティック・ギター
- ジョン・レノン - スカル、マラカス
- リンゴ・スター - ドラム

## カバー・バージョン
- ラムゼイ・ルイス - 1968年に発売されたアルバム『Mother Nature's Son』にインストゥルメンタルとしてカバー[16]。
- コマンダー・コーディ&ヒズ・ロスト・プラネット・エアメン（英語版） - 1987年に発売されたアルバム『Flying Dreams』に収録[17]。
- フールズ・ガーデン - 1991年に発売されたアルバム『Fool's Garden』に収録。
- スローイング・ミュージズ - 1991年に発売されたシングル『Not Too Soon』のB面に収録[18]。
- サマイアム（英語版） - 1997年に発売されたアルバム『You Are Freaking Me Out』に収録[19]。
- フィッシュ - 1994年10月31日にニューヨークで開催されたアルバム『ザ・ビートルズ』に収録の全曲をカバーするライブで演奏。このライブでの演奏は、2002年に発売された4枚組のライブ・アルバム『LIVE PHISH 13　10.31.94』で音源化された[20]。1998年11月のライブでも演奏されたが[21]、1994年の演奏と異なり「キャン・ユー・テイク・ミー・バック?」の部分は演奏されていない。